# Lady Guillén
Lizeth Rosario Socla Guillén (Huarmey, 12 de diciembre de 1986), conocida por su nombre artístico Lady Guillén, es una exbailarina, abogada y presentadora peruana. Condujo los talk shows Tengo algo que decirte de Latina Televisión y Dilo fuerte de Panamericana Televisión durante finales de los 2010 e inicios de los 2020. 

## Biografía

### Primeros años
Nació el 12 de diciembre de 1986 en Huarmey, localidad de la Región Áncash; bajo el nombre completo de Lizeth Rosario Socla Guillén. Vivió sus primeros años en su ciudad natal junto a su abuela desde temprana edad, mientras que su mamá trabajaba como bailarina circense realizando giras internacionales por países de Sudamérica.
Llegando a la adolescencia, Guillén comenzó a dedicarse a los oficios de vendedora de comidas y golosinas para apoyar a la economía familiar. Al poco tiempo, trabajó como azafata de un restaurante local y trabajadora de un cafetín.
Se mudó a la capital Lima al cumplir la mayoría de edad, inicialmente para dedicarse a su trabajo como vendedora de abarrotes en el distrito de San Juan de Lurigancho.

### Etapa como bailarina
Guillén comenzó su carrera artística como anfitriona y modelo en diferentes eventos locales. A partir del año 2005, utiliza el nombre artístico de Lady Queen, en el cual le ha permitido incursionarse en la televisión peruana, haciendo su debut con el programa cómico Sábado bravazo de la televisora local Panamericana Televisión, desempeñándose en el rol de actriz cómica y contó con Guillermo Guille como productor general.
En el año 2009, Guillén alcanza al estrellato como bailarina de la banda musical femenina de cumbia peruana Ángeles de Fuego, tras aceptar la propuesta y apoyo de la cantante Alejandra Pascucci. Con el conjunto, permanecería por tres años hasta el año 2012. A partir de esa época, cambia el nombre artística a la actual Lady Guillén, utilizando su segundo apellido.
La causa de su salida fue producto de su separación con el cantante Ronny García en 2012, quien la maltrató físicamente y la manipulaba, provocándola casi la muerte. A partir de ese entonces, su caso remeció en los medios de comunicación, convirtiéndose en el símbolo de lucha contra el maltrato a la mujer. Tras denunciarlo, García fue llevado a la Policía Nacional del Perú por su acto delictivo en ese año y fue puesto en libertad en 2015, debido al exceso de carcelería.

### Etapa como presentadora
En el año 2013, Guillén anunció su retiro de su faceta como bailarina y comenzaría a estudiar la carrera de derecho en la Universidad Inca Garcilaso de la Vega y crea una fundación de ayuda para mujeres violentadas. Además, tuvo una breve participación en el programa de baile El gran show como parte de la secuencia El desafío en 2016.
Se incursiona como presentadora de televisión a finales de 2016, asumiendo la conducción del programa de entrevistas y casos sociales Tengo algo que decirte por la televisora Latina Televisión, añadiendo su lucha de violencia contra la mujer, permaneciendo por cuatro temporadas consecutivas hasta su cancelación en el año 2020, producto de la pandemia de COVID-19. En ese año participó en la marcha Ni una menos junto a la también abogada y congresista Arlette Contreras. Según el diario Correo, Guillén se convirtió en imagen activa del movimiento.
Guillén fue jurado de las ediciones 2018 y 2019 del certamen de belleza Miss Perú.
En el año 2019, recibió la colegiatura del Colegio de Abogados de Lima para comenzar a ejercer su profesión.
En el año 2021, fue participante del reality Reinas del show sin conseguir el éxito. En ese mismo año, Guillén fue anunciada como parte de la presentación del mismo formato del antecesor Dilo fuerte por Panamericana Televisión. A partir del año 2022 amplió el horario hasta las 4:30 p. m., para dar más contenido a otros temas relacionados con los casos sociales. Sin embargo, el programa fue cancelado el 31 de octubre de 2024, debido a la baja audiencia del programa.

## Televisión
- Sábado bravazo (Panamericana Televisión, 2005-2006), actriz cómica, bailarina y parte del elenco;
- Tengo algo que decirte (Latina Televisión, 2016-2020), presentadora;
- El gran show (América Televisión, 2016), parte de la secuencia El desafío;
- Miss Perú 2018 (Latina Televisión, 2018), jurado;
- Miss Perú 2019 (Latina Televisión, 2019), jurado;
- Reinas del show (América Televisión, 2021), participante;
- América hoy (América Televisión, 2021), invitada especial;
- Dilo fuerte (Panamericana Televisión, 2021-2024), presentadora